# عبدالکریم اربابی
عبدالکریم اربابی (زاده ۱۳۲۵ چابهار) نماینده دوره‌های اول و دوره دوم مجلس شورای اسلامی از شهر چابهار بوده‌است.
| دوره نمایندگی | تعداد کل آراء | درصد آراء ماخوذه | حوزه نمایندگی |
| ------------- | ------------- | ---------------- | ------------- |
| اول           | ۲۳٬۳۷۴        | ۵۲٫۸             | چابهار        |
| دوم           | ....          | ....             | چابهار        |